# Leptobatopsis abuelita
Leptobatopsis abuelita är en stekelart som beskrevs av Ugalde och Ian D. Gauld 2002. Leptobatopsis abuelita ingår i släktet Leptobatopsis och familjen brokparasitsteklar. Inga underarter finns listade i Catalogue of Life.